# AE Большой Медведицы
AE Большой Медведицы (лат. AE Ursae Majoris) — одиночная переменная звезда в созвездии Большой Медведицы на расстоянии приблизительно 2550 световых лет (около 782 парсеков) от Солнца. Видимая звёздная величина звезды — от +10,86m до +11,52m.

## Характеристики
AE Большой Медведицы — белая пульсирующая переменная звезда типа SX Феникса (SXPHE:) спектрального класса A9.